# 18 décembre 1956
Le mardi 18 décembre 1956 est le 353e jour de l'année 1956.

## Naissances
- Alain Sadaune, politicien belge
- Bent Hamer, réalisateur, scénariste et producteur norvégien
- Elke Best, chanteuse allemande
- J. B. Williamson, boxeur américain
- Jerry Robinson, joueur américain de football
- Omer Khalifa, athlète soudanais, spécialiste des courses de demi-fond
- Oswaldo Méndez, cavalier guatémaltèque de saut d’obstacles
- Reinhold Ewald, physicien et spationaute allemand
- Ron White, acteur américain
- Schelte J. Bus, astronome américain
- Thomas Kent Carter, acteur américain
- Thomas Ziegler (mort le 11 septembre 2004), auteur allemand de science-fiction
- Victoriano Sarmientos, volleyeur cubain
- Yvonne Vermaak, joueuse de tennis américaine

## Décès
- Raymond Moussu (né le 31 mars 1888), personnalité politique française

## Événements
- Le Japon est admis à l'ONU
- Les États-Unis s'opposent à l'entrée de la Chine dans l'ONU
- Attentats de l'UPC au Cameroun. 96 morts.
- Sortie du film américain Baby Doll